# Severo Cominelli
Severo Cominelli (Ponte Nossa, 11 novembre 1915 – Bergamo, 20 aprile 1998) è stato un calciatore italiano, di ruolo centrocampista.

## Carriera
Esordì a 19 anni nelle file dell'Atalanta, società che lo scoprì un anno prima nella squadra del suo paese, ricoprendo il ruolo di centrocampista esterno e diventando immediatamente titolare.
È stato per quasi sessant'anni il più grande marcatore della storia della squadra bergamasca (con la quale segnò 60 gol), fin quando nel 2007 venne superato nella speciale classifica da Cristiano Doni.
La sua carriera si divise tra l'Atalanta e l'Inter negli anni a cavallo della Seconda guerra mondiale: con la società bergamasca scese in campo 251 volte, segnando 60 reti in nove stagioni (a cui vanno aggiunte le 13 presenze e le 5 reti della stagione 1943-1944), mentre con i milanesi sommò 116 presenze e 6 reti in quattro campionati.
Concluse l'attività sportiva nella SPAL, in Serie B, al termine della stagione 1949-1950, e fu messo in lista di trasferimento dalla società estense l'anno successivo.

## Palmarès

### Club

#### Competizioni nazionali
- Serie B: 1

Atalanta: 1939-1940